# زیگفریدز آنا مایروویکس

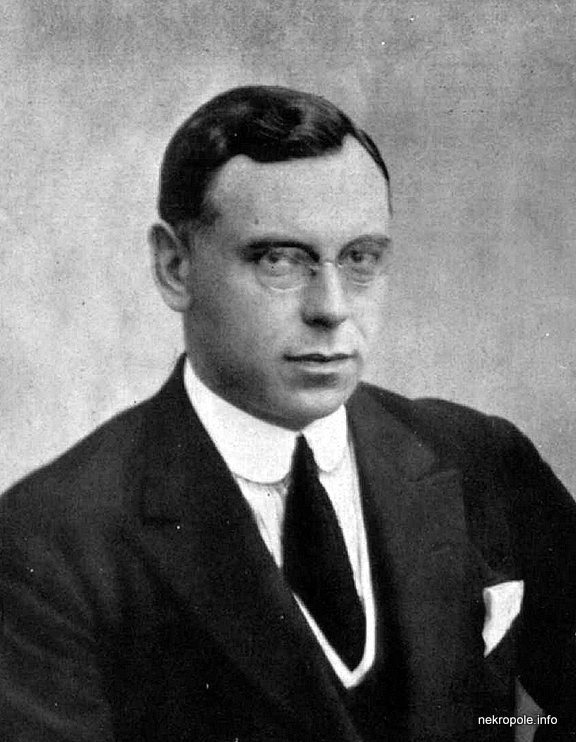
زیگفرید آنا مایروویتز

زیگفریدز آنا مایروویکس (انگلیسی: Zigfrīds Anna Meierovics؛ ۶ فوریهٔ ۱۸۸۷ – ۲۲ اوت ۱۹۲۵) یک سیاست‌مدار اهل لتونی بود.وی بین سال‌های ۱۹۲۱ تا ۱۹۲۴ برای دو دوره نخست‌وزیر این کشور بود.